# Рокафранка
Рокафранка је насеље у Италији у округу Бреша, региону Ломбардија.
Према процени из 2011. у насељу је живело 3239 становника. Насеље се налази на надморској висини од 102 м.

## Становништво
Према резултатима пописа становништва 2011. у општини је живело 4.767 становника.
| 1951. | 1961. | 1971. | 1981. | 1991. | 2001. | 2011. |
| ----- | ----- | ----- | ----- | ----- | ----- | ----- |
| 3.729 | 3.040 | 2.735 | 2.988 | 3.393 | 3.746 | 4.767 |